# Fejér Csaba
Fejér Csaba (Karcag, 1936. március 25. – Hódmezővásárhely, 2002. szeptember 17.) magyar festő.

## Pályafutása
1954 és 1959 között a Magyar Iparművészeti Főiskola díszítőfestő szakán tanult, mesterei Z. Gács György és Rákosi Zoltán voltak.

## Díjak, elismerések
- 1962-1965: Derkovits-ösztöndíj
- 1966: a XIII. Vásárhelyi Őszi Tárlat Tornyai-plakettje
- 1968: Koszta József-érem, Szentes
- 1970: a Római Magyar Akadémia ösztöndíja
- 1971: a VII. Szegedi Nyári Tárlaton Szeged város díja
- 1974, 1976: a Hatvani Tájképbiennálé közönségdíja
- 1986: a Csongrád megyei Tanács alkotói díja

## Egyéni kiállítások
- 1967 • Tornyai János Múzeum, Hódmezővásárhely
- 1968 • Collegium Hungaricum [Pásztor Gáborral], Bécs
- 1972 • Műcsarnok, Budapest • TV-Galéria, Budapest • Gulácsy Terem, Szeged
- 1973 • Wiesbaden (D)
- 1974 • Képcsarnok, Pécs
- 1975 • Magyar Intézet, Szófia
- 1976 • Csók Galéria, Budapest (kat.)
- 1977 • Dési Huber Terem, Veszprém
- 1980 • Csontváry Terem, Pécs (kat.)
- 1982 • Festőterem, Sopron

## Válogatott csoportos kiállítások
- 1960 • rendszeres résztvevője az országos tárlatoknak, az alföldi rendezvényeknek, a Hatvani Táj- és Portrébiennáléknak és a magyar művészet külföldi bemutatóinak • szerepelt a vásárhelyi iskola budapesti retrospektív kiállításain
- 1964 • Vásárhelyi Tárlat 1954-1963, Magyar Nemzeti Galéria, Budapest
- 1974 • Vásárhelyi Tárlat 1964-1973, Magyar Nemzeti Galéria, Budapest
- 1979 • A hódmezővásárhelyi Őszi Tárlatok negyedszázados jubileuma alkalmából rendezett retrospektív kiállítás, Műcsarnok, Budapest
- 2018 • Vásárhelyi művészélet 1900-1990, Várkert bazár, Testőrpalota, Budapest

## Művek közgyűjteményekben
- Magyar Nemzeti Galéria, Budapest
- Munkácsy Mihály Múzeum, Békéscsaba
- Tornyai János Múzeum, Hódmezővásárhely